# 村上穂乃佳
村上 穂乃佳（むらかみ ほのか、1995年7月5日 - ）は、日本の女優である。
愛媛県出身。株式会社UNBLINK所属。特技はテナーサックス。趣味は書道、茶道。

## 出演

### 映画
- グッバイ・マーザー（2012年） - 西村純 役（主演）[3]
- 仮面ライダーフォーゼ THE MOVIE みんなで宇宙キターッ!（2012年） - 乙川美奈 役（友情出演）
- 独裁者、古賀（2015年）
- 人狼ゲーム クレイジーフォックス（2015年） - 戸塚芽亜里 役[4]
- ちはやふる 上の句（2015年） - 大野真帆 役
- SCOOP!（2016年） - ほのか 役
- 三尺魂（2017年） - 望月希子/月子 役（主演）[5]
- ハモニカ太陽（2018年） - 五十嵐文江 役
- みとりし（2019年） - 高村みのり 役
- 誰かの花（2021年） - 長谷川里美 役[6]
- 道草キッチン（2025年秋公開予定）[7]

### 舞台
- 城山羊の会「相談者たち」（作・演出：山内ケンジ／2017年11月30日〜 2017年12月10 日　三鷹市芸術文化センター 星のホール　）
- 劇団た組「私は私の家を焼くだけ」（作・演出：加藤拓也／2020年12月1日〜12月11日　ネスカフェ 原宿）主演
- 「あの子より、私。」（作・演出：岸本鮎佳／2022年1月15日（土）～1月27日（木）よみうり大手町ホール／2022年2月5日（土）～2月6日（日）サンケイホールブリーゼ）

### テレビドラマ
- ゆっくり歩け、空を見ろ（2008年4月1日、関西テレビ製作・フジテレビ系列）
- 伝える極意ドラマスペシャル（2009年、NHK Eテレ） - 学級委員長 役
- SOIL ソイル 第1話・第2話・第8話（2009年、WOWOW） - お竹 役
- パーフェクト・リポート 第9話（2010年、フジテレビ）
- 仮面ライダーシリーズ
  - 仮面ライダーフォーゼ 第35話・第36話（2012年、テレビ朝日） - 乙川美奈 役
  - 仮面ライダーゼロワン 第17話・第18話（2020年1月5日・12日、テレビ朝日） - 一輪サクヨ 役
- ごめんね青春!（2014年、TBS）
- フラジャイル 第6話（2016年2月17日、フジテレビ） - 須藤玲奈 役
- ハケンのキャバ嬢・彩華 第6話（2017年11月、AbemaTV（13日配信）・朝日放送（20日放送）[注釈 1]） - さくら 役[8]
- 彼女が成仏できない理由（2020年9月12日 - 、NHK総合） - 山田千春 役
- シェフは名探偵 第7話（2021年7月19日 、テレビ東京） - 緒方亜子 役
- ボイスII 110 緊急指令室  第8話（2021年9月11日-日本テレビ）   恵美役

### CM
- NTT西日本 シンデレラ DENPO（ガラスの靴）（2016年）[9]
- トヨクモ（旧：サイボウズスタートアップス）「安否確認サービス」編（2019年）
- 大和ハウス工業 かぞくの群像 #2「萌芽」篇（2022年） - 若葉竜也と共演[10]
- 損保ジャパン「娘の挑戦」篇（2022年） - 桑田佳祐と共演[11]
- 再春館製薬所ドモホルンリンクル「事実篇」（2023年）-単独出演

### ラジオドラマ
- 青春アドベンチャー <あの絵>のまえで 第4回「豊穣」（NHK-FM）[12]
- FMシアター「ねぷたの来ない夏に」（NHK-FM）[13]

### WEB ドラマ
- 晒し愛、こんな夜は誰のせい？（2023年3月1日　YouTube)　加藤芽衣役

### ミュージックビデオ
- Mr.Children「Your Song (Original Story)」（2018年10月）[14]
- the shes gone 「ディセンバーフール」（2020年12月）
- reGretGirl「ハングオーバー」（2022年6月15日）
- Awesome City Club「Setting Sail 〜 モダンラブ・東京 〜」（2022年10月）[15]
- ズーカラデル 「都会の幽霊」（2022年12月12日）
- にしな 「ワンルーム」 - Story Video（2023年1月11日）[16]
- マカロニえんぴつ 「悲しみはバスに乗って」(2023年8月16日)[17]

## 受賞歴
- 第15回ロサンゼルス日本映画祭/JFFLA　最優秀新人賞（『みとりし』）高村みのり 役